# Lallemantiaöl
Lallemantiaöl oder Drachenkopföl ist ein Pflanzenöl aus den Klausen (Samen) des Iberischen Drachenkopfs (Lallemantia iberica) oder Ölziest.
Das Lallemantiaöl ist ein trocknendes Öl mit ähnlichen Eigenschaften wie Leinöl. Es stammt vorwiegend aus Osteuropa und Vorderasien, GUS und Iran und wird für die Herstellung von Lacken und Linoleum sowie Schmierstoffen, aber auch als Speiseöl verwendet.
Das Öl kann kaltgepresst werden oder mittels Lösungsmittel extrahiert werden. Der Presskuchen kann als Viehfutter verwendet werden.
Es gibt auch ätherische Drachenkopföle von verschiedenen Arten z. B. von Lallemantia iberica, Lallemantia royleana und vom Türkischen Drachenkopf (Dracocephalum moldavica).